# (21655) Niklauswirth
(21655) Niklauswirth (1999 PC1) – planetoida z pasa głównego asteroid okrążająca Słońce w ciągu 4,31 lat w średniej odległości 2,65 j.a. Odkryta 8 sierpnia 1999 roku.